# Paramesopsocus
Paramesopsocus – wymarły rodzaj owadów z rzędu psotników i rodziny Electrentomidae. Obejmuje dwa opisane gatunki. Żyły na terenie obecnej Azji. W zapisie kopalnym znane są z jury i kredy.

## Taksonomia
Rodzaj ten wprowadzili w 2008 roku Dany Azar, Lara Hajar, Shadi Adib Indary oraz André Nel na łamach Annales de la Société Entomologique de France. W tej samej publikacji opisano także oba jego gatunki:
- Paramesopsocus adibi Azar et al., 2008
- Paramesopsocus lu Azar et al., 2008

Gatunkiem typowym wyznaczono P. adibi. Jego opisu dokonano na podstawie skamieniałości znalezionej w Formacji Karabastau na stanowisku Karatau-Michajłowka we wsi Ałlije w obwodzie turkiestańskim na południu Kazachstanu. Datuje się ją na kelowej lub oksford w jurze środkowej. P. lu opisano natomiast na podstawie inkluzji w bursztynie libańskim z formacji Grès du Liban. Odnaleziono je w Mdejridż w okolicy Hammany w muhafazie Dżabal Lubnan w Libanie. Datuje się je na późny barrem lub wczesny apt w kredzie.
Autorzy opisu umieścili ten rodzaj w monotypowej rodzinie Paramesopsocidae w podrzędzie Psocomorpha, bez wskazywania infrarzędu. W 2013 roku Edward L. Mockford, Charles Lienhard i Kazunori Yoshizawa zrewidowali systematykę kredowych psotników. Paramesopsocus przeniesiony został do rodziny Electrentomidae w podrzędzie Troctomorpha.

## Morfologia
Owady o ciele długości około 2 mm. Głowa zaopatrzona była w oczy złożone, trzy duże przyoczka i zbudowane z 15 członów czułki, przy czym 13 członów tworzących biczyk podzielonych było delikatnymi przewężeniami na pierścienie rzekome. Tułów miał 0,5–0,8 mm szerokości i prawie trójkątne śródplecze. Odnóża miały zbudowane z trzech członów stopy o pazurkach zaopatrzonych w pojedynczy ząbek przedwierzchołkowy, pozbawione przylg. Skrzydła były gładkie i przezroczyste. Przednie skrzydło miało 2,1–2,4 mm długości, 0,75–0,8 mm szerokości i odznaczało się pogrubioną, zesklerotyzowaną pterostygmą z nodusem włączonym w jej nasadę. Nodulus był haczykowaty. Krótka żyłka subkostalna zakrzywiała się i po osiągnięciu żyłki radialnej zlewała się z nią, po czym w odsiebnej części uwalniała się na powrót i pod ostrym kątem dochodziła do kostalnego brzegu skrzydła. Komórka radialna była zamknięta, dłuższa niż szersza. Areola postica była wolna, pomiędzy jej komórką a żyłką medialną brak było żyłek poprzecznych. Druga żyłka kubitalna była słabsza od pozostałych żyłek. Skrzydło tylne było krótsze i węższe. Cechowało się zamkniętą komórką środkową. Żyłka medialna rozwidlona była na dwie gałęzie, z których pierwsza była niemal dwukrotnie dłuższa od drugiej. Odwłok miał nieco ponad 0,6 mm szerokości. 